# Idrijski žlikrofi

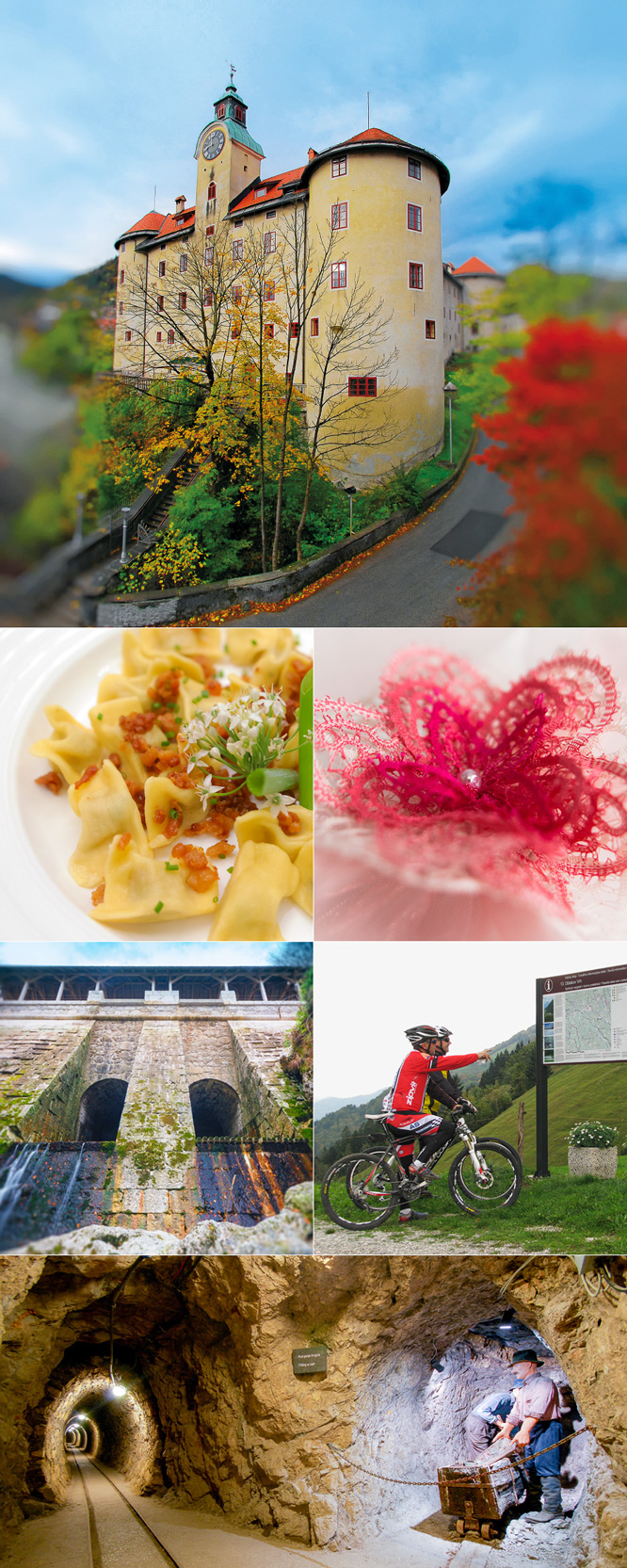
Képeslap Idrijából

Idrijski žlikrofi (idrijai töltött tészta) hagyományos szlovén étel, amely Idrijából származik.
Burgonyával töltött tésztából készítik, és gyakran hús mellé köretként, előételnek vagy önmagában is tálalják, ilyenkor zsemlemorzsát tesznek a tetejére. Idrija jellegzetes körete a bakalcának, ami bárányhúsból és zöldségekből készül.
A recept a 19. század közepéről való, de azóta is az egyik legnépszerűbb szlovén étel.

## Elkészítése
A látszólagos egyszerűség ellenére az étel elkészítésének folyamata meglehetősen fáradságos, és több szakaszból áll. A tészta lisztből, tojásból és vízből való elkészítése után elkészítjük a tölteléket. Burgonyát, finomra vágott disznózsírt (vagy füstölt szalonnát), hagymát és fűszereket tartalmaz. A darált húsból mogyorónyi golyókat formázunk, és vékonyra sodort tésztába csomagoljuk. A tésztát egy töltelékgolyó köré hajlítják, így a termék jellegzetes „fül” formát kölcsönöz. A szükséges számú galuskát sós vízben úsztatásig főzzük. Tepertővel sütve, vagy csak húsmártással főzve tálaljuk.

## Védelem
A szlovén töltött tészta (első szlovén ételként) 2010-ben elnyerte az oltalom alatt álló eredetmegjelölést, mint garantáltan hagyományos ételkülönlegesség.

## Fordítás
- Ez a szócikk részben vagy egészben  az   Idrijski žlikrofi című angol Wikipédia-szócikk ezen változatának fordításán alapul.  Az eredeti cikk szerkesztőit annak laptörténete sorolja fel. Ez a jelzés csupán a megfogalmazás eredetét és a szerzői jogokat jelzi, nem szolgál a cikkben szereplő információk forrásmegjelöléseként.